# 安那吉達島鬣蜥
安那吉達島鬣蜥（學名Cyclura pinguis）是一種岩鬣蜥。以往它們也有棲息在波多黎各及聖湯瑪斯（Saint Thomas），但其分佈地已大幅減少，現只分佈在阿內加達島內。

## 自然歷史
安那吉達島鬣蜥是最古老的岩鬣蜥，與西印度群島的岩鬣蜥在基因上有最大分野。安那吉達島鬣蜥的祖先最初散佈到伊斯帕尼奧拉島，再擴展至北方及西方的島嶼，分化為現今所知的9個物種和其他亞種。

## 分類

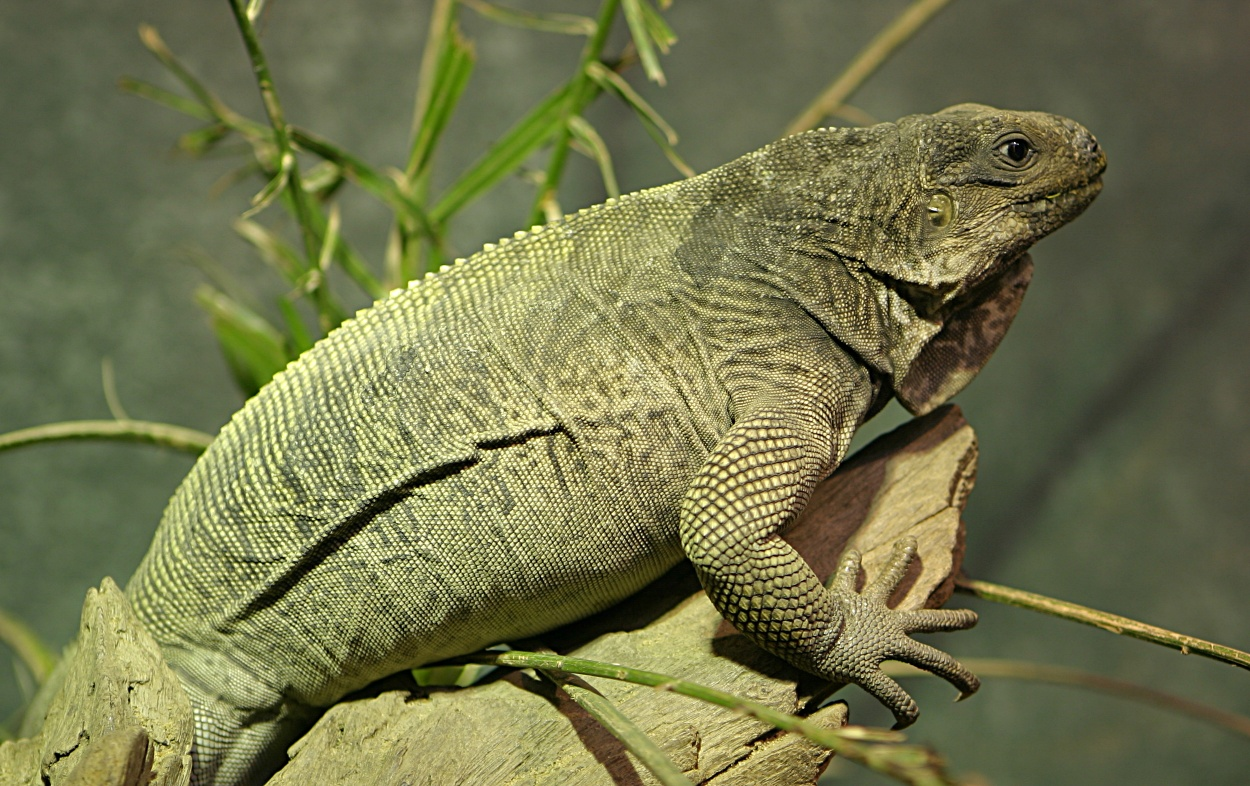
安那吉達島鬣蜥的頓實體型。

安那吉達島鬣蜥最初是由Thomas Barbour於1917年所描述。其屬名是來自古希臘文的「環尾」，但安那吉達島鬣蜥卻沒有這種特徵。種小名為「肥胖」，意指它們頓實的體型。

## 構造及形態
安那吉達島鬣蜥的體型很大，全長約有56厘米。幼蜥的身體上有灰色至綠色的橫間，前端有灰色至黑色的山形斑紋。這些斑紋隨著它們長大而逐漸消失，形成統一的灰黑色或褐黑色。它們的背棘、尾基、前及後肢上也有不同程度的藍綠斑。這些藍色有時會伸延到兩側，尤其是雄蜥會有較多情況出現。雌蜥傾向沉色，藍色較少。
雄蜥比雌蜥大，背冠及股孔也較為明顯，故它們是兩性異形的。

## 食性
安那吉達島鬣蜥主要是草食性的，吃葉子、花朵及果實。不過，由於面對與家畜（如綿羊、山羊、驢及牛）直接的競爭，它們只能吃這些動物吃剩的植物。故此它們成為肉食性的機會主義者，吃蜈蚣、千足蟲、蟑螂、昆蟲及其他無脊椎動物。

## 交配及棲息地
安那吉達島鬣蜥被逼成肉食性也影響了它們的繁殖能力。由於繁殖期的雌蜥沒有足夠的營養來生蛋及支持其代謝，很多雌蜥在生蛋後都未能生存，造成雄蜥及雌蜥的比例出現傾斜，兩隻雄蜥才有一隻雌蜥。雌蜥每年於春末或初夏會生一胎，每胎約有12-16隻蛋。
安那吉達島鬣蜥所棲息的阿內加達島並非火山島，而是由珊瑚及石灰岩所形成，當中有很多洞穴供它們棲息。它們一般會棲息在洞穴內，與伴侶廝守終生。不過，由於雄蜥及雌蜥比例的不平衡，故它們需要尋找雌蜥進行交配，故這種模式可能會有所改變。

## 保育
現時全球估計只有少於300隻安那吉達島鬣蜥，且急速下降中。在過往40年間其數量大幅下降80%。
安那吉達島鬣蜥衰落的主因是與家畜的直接競爭。其次是它們被野狗及野貓所掠食。它們的棲息地也因發展及伐林而急速退化。雖然受到《瀕危野生動植物種國際貿易公約》的保護，但活的安那吉達島鬣蜥也有被售作寵物。
現時已有多種保育安那吉達島鬣蜥的計劃。於1980年代，8隻安那吉達島鬣蜥被送到瓜勒島（Guana Island）來發展第二個群落。瓜勒島並非石灰岩島嶼，加上政府的工作，令安那吉達島鬣蜥可以在沒有野生綿羊等的環境下生長及繁殖。估計現時約有20隻成年的安那吉達島鬣蜥在瓜勒島，自1987年起每年也有初蜥出生。在聖地牙哥動物園（San Diego Zoo）及沃斯堡動物園（Fort Worth Zoo）亦成功人工繁殖安那吉達島鬣蜥。

## 外部連結
- Father Sanchez（页面存档备份，存于）
- Cyclura.com
- CRES Anegada Iguana Project（页面存档备份，存于）